# Simmondsia cylindrica
Simmondsia cylindrica is een keversoort uit de familie Taldycupedidae. De wetenschappelijke naam van de soort is voor het eerst geldig gepubliceerd in 1923 door Tillyard.